# Гдыньский кинофестиваль
Гдыньский кинофестиваль (до 2011 года и с 2017 года Фестиваль польских художественных фильмов в Гдыне (пол. Festiwal Polskich Filmów Fabularnych w Gdyni) — кинофестиваль, ежегодно проходящий в Гдыне (до 1986 года в Гданьске), Польша. Впервые проведён в 1974 году. Главный приз фестиваля — «Золотые львы» (пол. Złote Lwy).
Главная награда кинофестиваля несколько раз получала новое название: 1974—1979 — «Гданьские львы», 1979—1993 — «Золотые гданьские львы», с 1993 года — «Золотые львы».
Кроме основного конкурса проводится Конкурс независимого кино и Конкурс молодого кино.
Во время военного положения в Польше в 1982 и 1983 годах кинофестиваль не проводился.

## Победители кинофестиваля[2]
- 1974: Ежи Гофман — Потоп
- 1975: Анджей Вайда — Земля обетованная, Ежи Антчак — Ночи и дни
- 1976: Ян Ломницкий — Спасти город, и Марек Пивовський — Извините, здесь бьют? Анджей Вайда — Теневая черта, Мечислав Васьковский — Игроки
- 1977: Кшиштоф Занусси — Защитные цвета
- 1978: Станислав Ружевич — Страсть, Анджей Вайда — Без наркоза
- 1979: Кшиштоф Кесьлёвский — Кинолюбитель
- 1980: Казимеж Куц — Бусинки одних чёток
- 1981: Агнешка Холланд — Лихорадка
- 1982: не состоялся из-за военного положения
- 1983: не состоялся из-за военного положения
- 1984: Ежи Кавалерович — Аустерия
- 1985: Станислав Ружевич — Женщина в шляпе
- 1986: Витольд Лещинский — Топориада
- 1987: Януш Заорский — Мать Королей
- 1988: Кшиштоф Кесьлёвский — Короткий фильм о любви и Короткий фильм об убийстве
- 1989: никого не наградили
- 1990: Войцех Марчевский — Побег из кинотеатра «Свобода»
- 1991: никого не наградили
- 1992: Роберт Глиньский — Всё, что самое важное
- 1993: Радослав Пивоварский — Очередность чувств, Гжегож Круликевич — Случай Пекосиньского
- 1994: Казимеж Куц — Обращенный
- 1995: Махульский — Гэрл Гайд
- 1996: никого не наградили
- 1997: Ежи Штур — Любовные истории
- 1998: Ян Якуб Кольский — История кино в Попелявах
- 1999: Кшиштоф Краузе — Долг
- 2000: Кшиштоф Занусси — Жизнь как смертельная болезнь, передающаяся половым путём
- 2001: Роберт Глиньский — Привет, Терезка!
- 2002: Марек Котерский — День психа
- 2003: Дариуш Гаевский — Варшава
- 2004: Магдалена Пекож — Удары
- 2005: Феликс Фальк — Судебный исполнитель
- 2006: Кшиштоф Краузе — Площадь Спасителя
- 2007: Анджей Якимовский — Штучки
- 2008: Вальдемар Кшистек — Малая Москва
- 2009: Борис Лянкош — Реверс
- 2010: Ян Кидава-Блонский — Розочка
- 2011: Ежи Сколимовский — Необходимое убийство
- 2012: Агнешка Холланд — В темноте
- 2013: Павел Павликовский — Ида
- 2014: Лукаш Пальковский — Боги
- 2015: Малгожата Шумовская — Тело
- 2016: Ян П. Матушинский — Последняя семья
- 2017: Петр Домалевский — Тихая ночь
- 2018: Павел Павликовский — Холодная война
- 2019: Агнешка Холланд — Гарет Джонс
- 2020: Мариуш Вильчинский — Убей это и покинь город
- 2021: Лукаш Гутт, Лукаш Рондуда — Все наши страхи
- 2022: Агнешка Смочиньска — Безмолвные близнецы
- 2023: Павел Маслена — Кос
- 2024: Агнешка Холланд — Зелёная граница